# محمد المسفر
محمد صالح المسفر أستاذ للعلوم السياسية في جامعة قطر وأحد المفكرين المعروفين باتجاههم القومي العربي. حائز على درجة الدكتوراه في العلوم السياسية. كتب عشرات المقالات حول القضايا القومية العربية (وبالأخص قضايا فلسطين والعراق) بالإضافة إلى دفاعه عن اللغة العربية.
يشارك عادة في برامج قناة الجزيرة.

## وصلات خارجية
- مدونة محمد صالح المسفر